# Stendhal
Henri-Marie Beyle, mais conhecido como Stendhal (Grenoble, 23 de janeiro de 1783 — Paris, 23 de março de 1842), foi um escritor francês. Seus romances de formação O Vermelho e o Negro (1830), A Cartuxa de Parma (1839) e o inacabado Lucien Leuwen fizeram dele, ao lado de Flaubert, Victor Hugo, Balzac e Zola, um dos grandes romancistas franceses do século XIX.
Em seus romances, Stendhal aborda jovens com aspirações românticas de vitalidade, força de sentimento e sonhos de glória. Seus romances foram classificados como psicológicos na medida em que mostra personagens em constante conflitos entre suas verdadeiras intenções e as máscaras sociais necessárias para alcançar seus objetivos. Esse conflito surge a partir de descrições críticas das convenções sociais burguesas da época e o desprezo que seus personagens sentem por essas convenções, bem como a necessidade de adaptar-se a esse contexto.
O estilo de Stendhal é classificado como realista pois transmite a impressão direta de seus personagens sobre o que está sendo vivido no momento da narrativa. Stendhal criou um estilo curto, seco, conciso e com uma cadência irregular que se aproxima do imediatismo da linguagem falada.

## Biografia

### Infância

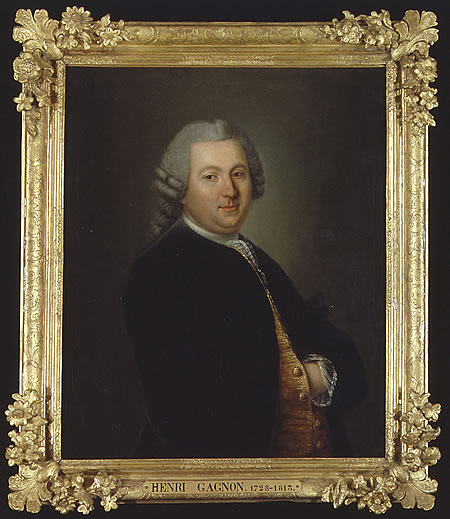
Henri Gagnon, seu avô.

Órfão de mãe desde 1789, criou-se entre seu pai e sua tia. Rejeitou as virtudes monárquicas e religiosas que lhe inculcaram e cedo expressou a vontade de fugir da sua cidade natal.
Abertamente republicano, acolheu com entusiasmo a execução do rei e celebrou inclusive a breve detenção de seu pai. A partir de 1796 foi aluno da Escola central de Grenoble e em 1799 conseguiu o primeiro prémio de matemática.
Viajou para Paris para ingressar na Escola Politécnica, mas adoeceu e não pôde se  apresentar à prova de acesso. Graças a Pierre Daru, um parente longínquo que se converteria em seu protetor, começou a trabalhar no ministério de Guerra.

### Vida adulta e participação na guerra
Enviado pelo exército como ajudante do general Michaud, em 1800 descobriu a Itália, país que tomou a pátria de escolha. Desenganado da vida militar, abandonou o exército em 1801. Entre os salões e teatros parisienses, sempre apaixonado por mulheres diferentes, começou (sem sucesso) a cultivar ambições literárias. Dada a sua precária situação económica, Daru conseguiu-lhe um novo posto como intendente militar em Brunswick, destino em que permaneceu entre 1806 e 1808. Admirador incondicional de Napoleão, exerceu diversos cargos oficiais e participou nas campanhas imperiais.
Em 1814, após queda do corso,  exilou-se na Itália, fixou sua residência em Milão e efetuou várias viagens pela península italiana. Publicou os seus primeiros livros de crítica de arte sob o pseudónimo de L. A. C. Bombet, e em 1817 apareceu Roma, Nápoles e Florença, um ensaio mais original, onde mistura a crítica com recordações pessoais.  Neste, utilizou pela primeira vez o pseudónimo de Stendhal. O governo austríaco acusou-o de apoiar o movimento independentista italiano, pelo que abandonou Milão em 1821, passou por Londres e se instalou de novo em Paris, quando terminou a perseguição aos aliados de Napoleão.

### Paris

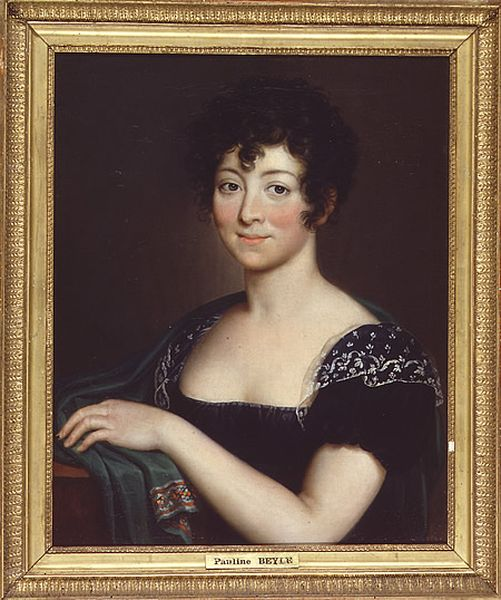
Pauline Beyle, irmã, amiga, confidente e aluna de Stendhal.

"Dandy" afamado, frequentava os salões de maneira assídua, enquanto sobrevivia com os rendimentos obtidos com as suas colaborações em algumas revistas literárias inglesas. Em 1822 publicou Sobre o amor, ensaio baseado em boa parte nas suas próprias experiências e no qual exprimia ideias bastante avançadas; destaca a sua teoria da cristalização, processo, através do qual, o espírito, adaptando a realidade aos seus desejos, cobre de perfeições o objeto do desejo.
Estabeleceu o seu renome de escritor graças à Vida de Rossini e às duas partes de seu Racine e Shakespeare, autêntico manifesto do romantismo. Depois de uma relação sentimental com a atriz Clémentine Curial, que durou até 1826, empreendeu novas viagens ao Reino Unido e Itália e redigiu a sua primeira novela, Armance. Em 1828, sem dinheiro nem sucesso literário, solicitou um posto na Biblioteca Real, que não lhe foi concedido; afundado numa péssima situação económica, a morte do conde de Daru, no ano seguinte, afetou-o particularmente. Superou este período difícil graças aos cargos de cônsul que obteve primeiro em  Trieste e mais tarde em Civitavecchia, enquanto se entregava sem reservas à literatura.
Em 1830 aparece sua primeira obra-prima: O Vermelho e o Negro, uma crónica analítica da sociedade francesa na época da Restauração, na qual Stendhal representou as ambições da sua época e as contradições da emergente sociedade de classes, destacando sobretudo a análise psicológica das personagens e o estilo direto e objetivo da narração. Em 1839 publicou A Cartuxa de Parma, muito mais novelesca do que a sua obra anterior, que escreveu em apenas dois meses e que por sua espontaneidade constitui uma confissão poética extraordinariamente sincera, ainda que só tivesse recebido o elogio de Honoré de Balzac.
Ambas são novelas de aprendizagem e partilham rasgos românticos e realistas; nelas aparece um novo tipo de herói, tipicamente moderno, caracterizado pelo seu isolamento da sociedade e o seu confronto com as suas convenções e ideais, no que muito possivelmente se reflete em parte a personalidade do próprio Stendhal.
Outra importante obra de Stendhal é Napoleão, na qual o escritor narra momentos importantes da vida do grande general Bonaparte. Como o próprio Stendhal descreve no início deste livro, havia na época (1837) uma carência de registos referentes ao período da carreira militar de Napoleão, sobretudo a sua atuação nas várias batalhas na Itália. Dessa forma, e também porque Stendhal era um admirador incondicional do corso, a obra prioriza a emergência de Bonaparte no cenário militar, entre os anos de 1796 e 1797 nas batalhas italianas.
Declarou, certa vez, que não considerava morrer na rua algo indigno e, curiosamente, faleceu de um ataque de apoplexia, na rua, sem concluir a sua última obra, Lamiel, que foi publicada muito depois da sua morte.
O reconhecimento da obra de Stendhal, como ele mesmo previu, só se iniciou cerca de cinquenta anos após sua morte, ocorrida em 1842, na cidade de Paris.

## Obras

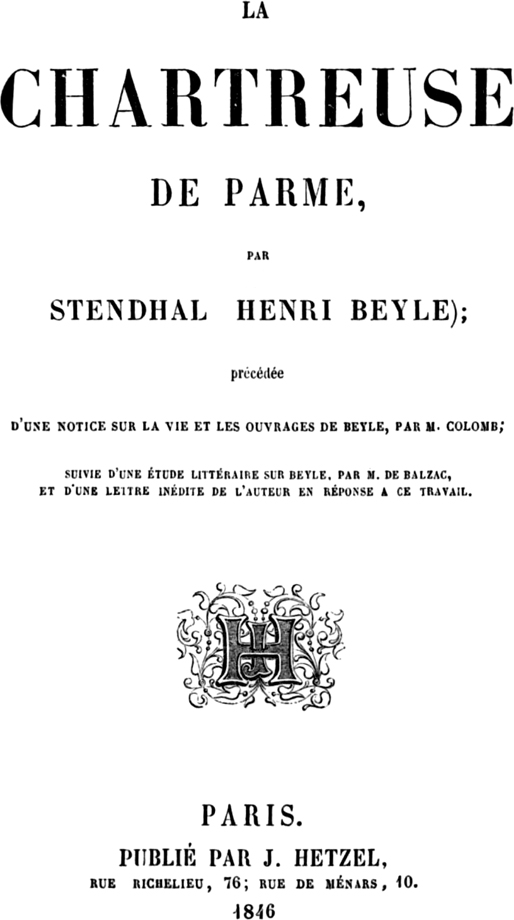
La Chartreuse de Parme, página inicial da ed. 1846.

### Obras publicadas em vida
- Vies de Haydn, Mozart et Métastase (título completo da primeira edição: Lettres écrites de Vienne en Autriche, sur le célèbre compositeur Haydn, suivies d'une vie de Mozart, et des considérations sur Métastase et l'état présent de la musique en France et en Italie), Paris, 1815
- Histoire de la Peinture en Italie, Paris, 1817
- Rome, Naples et Florence,  Angoulême, 1817 e 1827
- Do Amor - no original De l'amour, Paris, 1822
- Racine et Shakespeare, Paris, 1823,
- Vie de Rossini, Paris, 1823
- Racine et Shakespeare, II, Paris, 1825
- D’un nouveau complot contre les industriels, Paris, 1825
- Armance. Quelques scènes d'un salon de Paris en 1827, Paris, 1827
- Vanina Vanini, Paris, 1829
- Promenades dans Rome, Paris, 1829
- Le Rouge et le Noir (O Vermelho e o Negro), Paris, 1830
- Mémoires d'un touriste, Paris, 1838
- La Chartreuse de Parme (A Cartuxa de Parma) , Paris, 1839
- Chroniques italiennes: Vittoria Accoramboni, Les Cenci, La Duchesse de Palliano, L'Abbesse de Castro, Trop de faveur tue, Suora Scolastica, San Francesco a Ripa, Vanina Vanini, Paris, 1837 - 1839
- Idées italiennes sur quelques tableaux célèbres, Paris, 1840

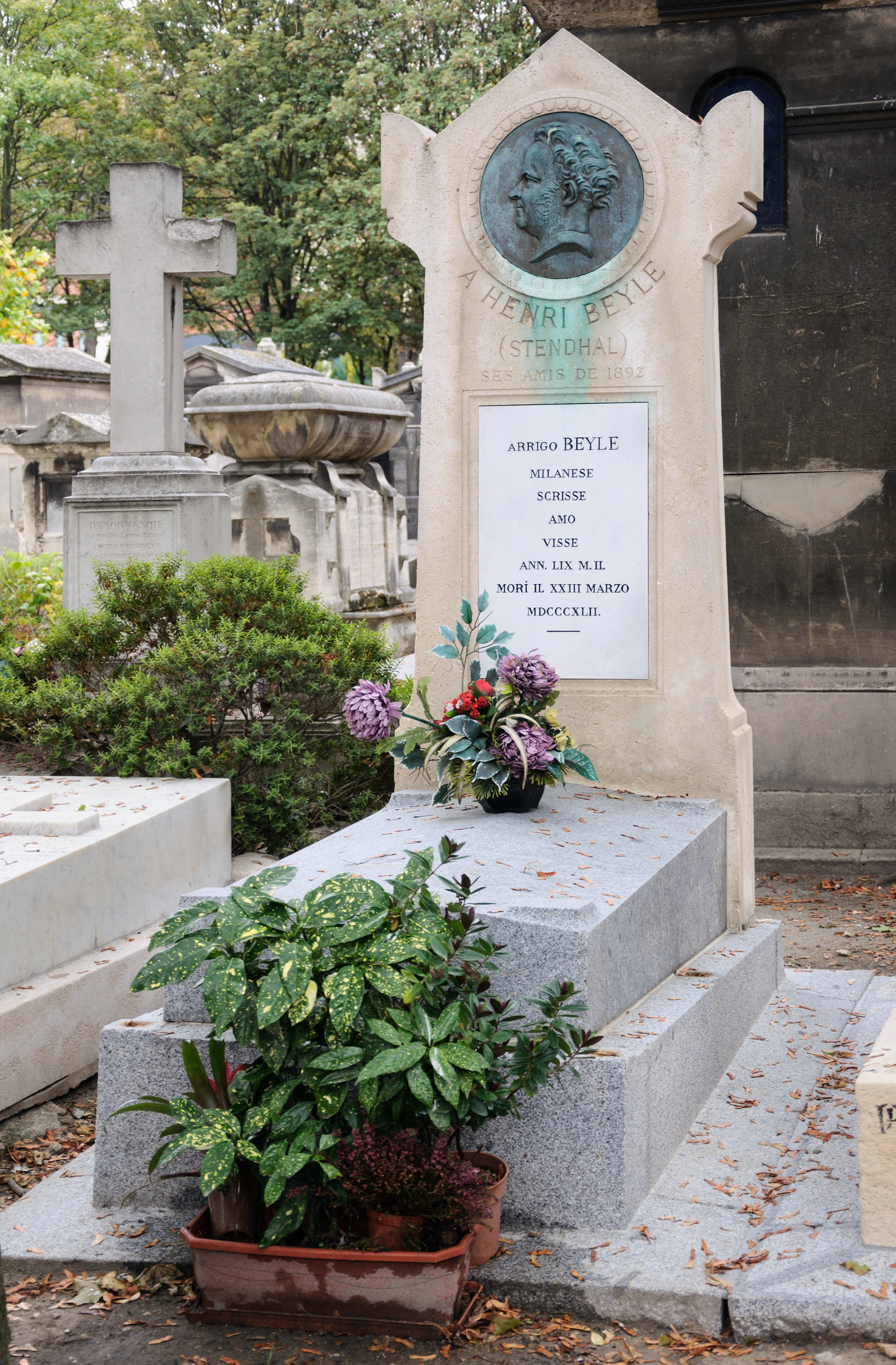
Sepultura no Cemitério de Montmartre

### Publicações póstumas
- Correspondance (édition de 1927, tomo 1 (1800-1805)
- Journal (1801-1817), tomo 1 (1801-1805)
- Filosofia nova (1931)
- Plusieurs pièces de Théâtre (1931): Les quiproquos, Le ménage à la mode, Zélinde et Lindor (tomo 1 Ulysse, Hamlet, Les deux hommes (tomo 2 Letellier, Brutus, Les médecins, La maison à deux portes, Il forestiere in Italia etc.
- Molière, Shakespeare, la Comédie et le Rire (1930)
- Écoles italiennes de peinture (1932): tomo 1
- Pages d'Italie (1932)
- Les Tombeaux de Corneto de Stendhal
- Mélanges de politique et d'histoire (1933), tomo 1
- Courrier anglais (1935-1936)
- Mélanges d'art (1867 e 1932)
- Romans et nouvelles (1854 e 1928)
- Souvenirs d'égotisme (1892 e 1950)
- Lucien Leuwen, inacabado (1894 e 1926)
- Vie de Henry Brulard (1890 e 1949)
- Voyage dans le Midi de la France (1930)
- Lamiel, inacabado (1889)
- Mélanges intimes et Marginalia (1936)
- Le Rose et le Vert (1928)
- Stendhal. Histoire d'Espagne: depuis la révolution du 28 avril 1699 jusqu'au testament du 2 octobre 1700 : edição do manuscrito conservado na Bibliothèque Municipale de Grenoble. Edição fixada, anotada e apresentada por Cécile Meynard, com a colaboração de Christiane François. Paris: Éditions Kimé, 2007, 150 p.
- Vie de Napoléon, éditons Payot, 1969 (edição anotada por Louis Royer e Albert Pingaud).
- Privilèges, Rivages Poche, « Petite Bibliothèque », 2007 ISBN 9782743616731